# Selecció de bàsquet d'Alemanya
La Selecció de bàsquet d'Alemanya és l'equip format per jugadors de nacionalitat alemanya que representa la Federació Alemanya de Bàsquet en les competicions internacionals organitzades per la Federació Internacional de Bàsquet (FIBA) o el Comitè Olímpic Internacional (COI): els Jocs Olímpics, el Campionat del Món de bàsquet i l'Eurobasket. Els seus grans èxits són el tercer lloc obtingut en el Mundial de 2002 i la medalla d'or en l'Eurobasket de 1993.

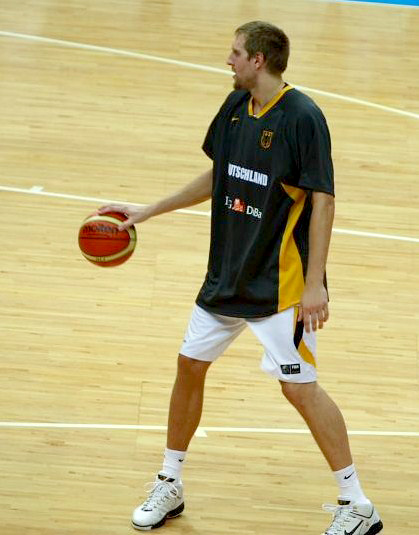
Dirk Nowitzki.

## Classificacions

### Jocs Olímpics
- 1936 - 17
- 1972 - 12
- 1984 - 8
- 1992 - 7
- 2008 - 10
- 2020 - 8

### Campionats mundials
- 1986 - 16
- 1994 - 12
- 2002 -  3
- 2006 - 8
- 2010 - 17
- 2019 - 18
- 2023 -  1

### Campionats europeus
- 1951 - 12
- 1953 - 14
- 1955 - 17
- 1957 - 13
- 1961 - 16
- 1965 - 14
- 1971 - 9
- 1981 - 10
- 1983 - 8
- 1985 - 5
- 1987 - 6
- 1993 -  1
- 1995 - 10
- 1997 - 12
- 1999 - 7
- 2001 - 4
- 2003 - 9
- 2005 -  2
- 2007 - 5
- 2009 - 11
- 2011 - 9
- 2013 - 17
- 2015 - 17
- 2017 - 6
- 2022 -  3

## Jugadors destacats

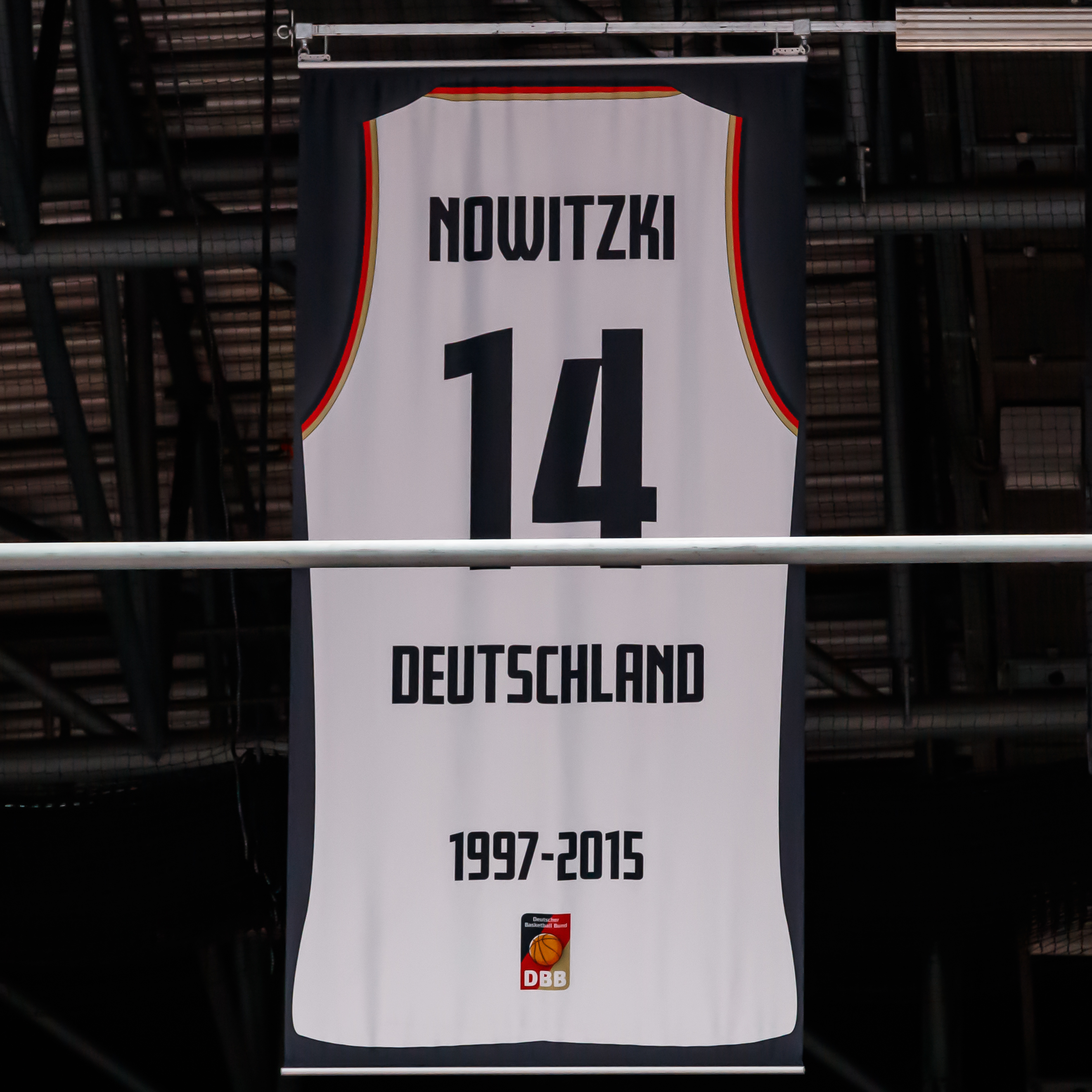
Número 14 de Nowitzki retirat de la selecció alemanya.

### Pivots
- Gunther Behnke
- Uwe Blab - exjugador de l'NBA
- Shawn Bradley - exjugador de l'NBA; Nord-americà amb doble nacionalitat per haver nascut a Alemanya
- Patrick Femerling
- Hansi Gnad
- Jens kujawa
- Christian Welp - exjugador de l'NBA, va marcar el tir lliure guanyador (completant un "dos més un") a la final de l'Eurobasket 93 jugat a Alemanya, i també va ser nomenat jugador més valuós (MVP) d'aquest Eurobasket.[1]

### Alers
- Stephen Arigbabu
- Dirk Nowitzki - figura de l'NBA en l'actualitat, nomenat Jugador més valuós (MVP) de l'NBA el 2007, al Campionat Mundial de 2002 i l'Eurobasket de 2005[2]
- Henning Harnisch - el 2007 director tècnic de l'Alba Berlin
- Mike Jackel
- Ademola Okulaja - jugador a North Carolina, diversos clubs de la lliga ACB d'Espanya, i Alemanya
- Detlef Schrempf - primera figura alemanya de l'NBA

### Bases
- Mithat Demirel
- Michael Koch - actualment entrenador Telekom Baskets Bonn
- Kai Nürnberger
- Denis Wucherer
- Henrik Rodła - exjugador de North Carolina i Alba Berlin, entrenador de l'Alba Berlin